# Ditrichophora bella
Ditrichophora bella är en tvåvingeart som beskrevs av Wayne N. Mathis 1997. Ditrichophora bella ingår i släktet Ditrichophora och familjen vattenflugor. Inga underarter finns listade i Catalogue of Life.